# Cupa Davis 2023
Cupa Davis 2023 a fost cea de-a 111-a ediție a Cupei Davis, cea mai importantă competiție pe echipe din tenisul masculin. A fost sponsorizat de Rakuten. A făcut parte din calendarul ATP Tour 2023.

## Turneul final al Cupei Davis
Dată: 12–17 septembrie 2023 (faza grupelor)
22–26 noiembrie 2023 (faza eliminatorie)

Loc: Martin Carpena Arena, Málaga, Spania (faza eliminatorie)

Suprafață: dură, interior
C = Campioană 2022, 2022F = Finalistă la turneul din 2022, WC = Wild Card
| Echipe participante | Echipe participante | Echipe participante | Echipe participante | Echipe participante | Echipe participante |
| Australia (2022F)   | Canada (C)          | Chile               | Coreea de Sud       |                     |                     |
| Croația             | Elveția             | Finlanda            | Franța              |                     |                     |
| Italia (WC)         | Marea Britanie      | Cehia               | Serbia              |                     |                     |
| Spania (WC)         | Statele Unite       | Suedia              | Țările de Jos       |                     |                     |
| ------------------- | ------------------- | ------------------- | ------------------- | ------------------- | ------------------- |

### Runda de calificare
Dată: 3–5 februarie 2023
| Echipă gazdă       | Scor | Echipă în deplasare   | Oraș gazdă | Loc desfășurare             | Suprafață |
| ------------------ | ---- | --------------------- | ---------- | --------------------------- | --------- |
| Croația [1]        | 3–1  | Austria               | Rijeka     | Centar Zamet                | Dură      |
| Ungaria            | 2–3  | Franța [2]            | Tatabánya  | Multifunctional Arena       | Dură      |
| Uzbekistan         | 0–4  | Statele Unite [3]     | Tashkent   | Olympic Tennis School       | Dură      |
| Germania [4]       | 2–3  | Elveția               | Trier      | Trier Arena                 | Dură      |
| Columbia           | 1–3  | Marea Britanie [5]    | Cota       | Pueblo Viejo Country Club   | Zgură     |
| Norvegia           | 0–4  | Serbia [6]            | Oslo       | Oslo Tennisarena            | Dură      |
| Chile              | 3–1  | Kazahstan [7]         | La Serena  | Campus Trentino             | Zgură     |
| Coreea de Sud      | 3–2  | Belgia [8]            | Seoul      | Olympic Tennis Court        | Dură      |
| Suedia [9]         | 3–1  | Bosnia și Herțegovina | Stockholm  | Royal Tennis Hall           | Dură      |
| Țările de Jos [10] | 4–0  | Slovacia              | Groningen  | MartiniPlaza                | Dură      |
| Finlanda           | 3–1  | Argentina [11]        | Espoo      | Espoo Metro Areena          | Dură      |
| Portugalia         | 1–3  | Cehia [12]            | Maia       | Complexo Municipal de Ténis | Zgură     |

### Faza grupelor
G = Grupă, T = Total, M = Meciuri
| G | Câștigător    | Câștigător | Câștigător | Finalist  | Finalist | Finalist | Locul 3       | Locul 3 | Locul 3 | Locul 4       | Locul 4 | Locul 4 |
| G | Țară          | T          | M          | Țară      | T        | M        | Țară          | T       | M       | Țară          | T       | M       |
| - | ------------- | ---------- | ---------- | --------- | -------- | -------- | ------------- | ------- | ------- | ------------- | ------- | ------- |
| A | Canada        | 3–0        | 8–1        | Italia    | 2–1      | 5–4      | Chile         | 1–2     | 4–5     | Suedia        | 0–3     | 1–8     |
| B | Regatul Unit  | 3–0        | 6–3        | Australia | 2–1      | 6–3      | Franța        | 1–2     | 5–4     | Elveția       | 0–3     | 1–8     |
| C | Cehia         | 3–0        | 9–0        | Serbia    | 2–1      | 6–3      | Spania        | 1–2     | 2–7     | Coreea de Sud | 0–3     | 1–8     |
| D | Țările de Jos | 2–1        | 5–4        | Finlanda  | 2–1      | 6–3      | Statele Unite | 1–2     | 3–6     | Croația       | 1–2     | 4–5     |

### Faza eliminatorie
|  | Sferturi de finală | Sferturi de finală | Sferturi de finală |           |           | Semifinale | Semifinale | Semifinale |  |  | Finală | Finală | Finală |  |
|  |                    |                    |                    |           |           |            |            |            |  |  |        |        |        |  |
|  | Canada             | Canada             | 1                  |           |           |            |            |            |  |  |        |        |        |  |
|  | Canada             | Canada             | 1                  |           |           |            |            |            |  |  |        |        |        |  |
|  | Finlanda           | Finlanda           | 2                  |           |           |            |            |            |  |  |        |        |        |  |
|  | Finlanda           | Finlanda           | 2                  |           | Finlanda  | Finlanda   | 0          |            |  |  |        |        |        |  |
|  |                    |                    |                    |           | Finlanda  | Finlanda   | 0          |            |  |  |        |        |        |  |
|  |                    |                    | Australia          | Australia | 2         |            |            |            |  |  |        |        |        |  |
|  | Cehia              | Cehia              | Australia          | Australia | 2         | 1          |            |            |  |  |        |        |        |  |
|  | Cehia              | Cehia              |                    |           |           |            |            |            |  |  |        |        |        |  |
|  | Australia          | Australia          | 2                  |           |           |            |            |            |  |  |        |        |        |  |
|  | Australia          | Australia          | 2                  |           | Australia | Australia  | 0          |            |  |  |        |        |        |  |
|  |                    |                    |                    |           |           |            |            |            |  |  |        |        |        |  |
|  |                    |                    | Italia             | Italia    | 2         |            |            |            |  |  |        |        |        |  |
|  | Italia             | Italia             | Italia             | Italia    | 2         | 2          |            |            |  |  |        |        |        |  |
|  | Italia             | Italia             |                    |           |           |            |            |            |  |  |        |        |        |  |
|  | Țările de Jos      | Țările de Jos      | 1                  |           |           |            |            |            |  |  |        |        |        |  |
|  | Țările de Jos      | Țările de Jos      | 1                  |           | Italia    | Italia     | 2          |            |  |  |        |        |        |  |
|  |                    |                    |                    |           | Italia    | Italia     | 2          |            |  |  |        |        |        |  |
|  |                    |                    | Serbia             | Serbia    | 1         |            |            |            |  |  |        |        |        |  |
|  | Serbia             | Serbia             | Serbia             | Serbia    | 1         | 2          |            |            |  |  |        |        |        |  |
|  | Serbia             | Serbia             |                    |           |           |            |            |            |  |  |        |        |        |  |
|  | Regatul Unit       | Regatul Unit       | 0                  |           |           |            |            |            |  |  |        |        |        |  |

## Grupa Mondială I
Dată: 14–17 septembrie 2023
Douăzeci și patru de echipe au participat la Grupa Mondială I, în serii decise acasă și în deplasare. Aceste douăzeci și patru de echipe sunt:
- 12 echipe care au pierdut în runda de calificare la turneul final, în februarie 2023
- 12 echipe câștigătoare în play-off-urile Grupei Mondiale I, în februarie 2023

Echipe participante
- Argentina
- Austria
- Belgia
- Bosnia și Herțegovina
- Brazilia
- Bulgaria
- Columbia
- Danemarca
- Germania
- Grecia
- Israel
- Japonia
- Kazahstan
- Lituania
- Norvegia
- Peru
- Portugalia
- România
- Slovacia
- Taipeiul Chinez
- Turcia
- Ucraina
- Ungaria
- Uzbekistan

| Echipă gazdă          | Scor | Echipă în deplasare | Oraș gazdă      | Loc desfășurare              | Suprafață |
| --------------------- | ---- | ------------------- | --------------- | ---------------------------- | --------- |
| Bosnia și Herțegovina | 0–4  | Germania [1]        | Mostar          | Tennis Club                  | Zgură     |
| Bulgaria              | 1–3  | Kazahstan [2]       | Sofia           | National Tennis Centre       | Zgură     |
| Belgia [3]            | 3–1  | Uzbekistan          | Hasselt         | Sporthal Alverberg           | Dură (i)  |
| Argentina [4]         | 4–0  | Lituania            | Buenos Aires    | Lawn Tennis Club             | Zgură     |
| Ucraina               | 3–2  | Columbia [5]        | Kaspi (Georgia) | Garikula Tennis Club         | Dură      |
| Ungaria [6]           | 4–0  | Turcia              | Keszthely       | Helikon Teniszcentrum        | Zgură     |
| Israel                | 3–2  | Japonia [7]         | Tel Aviv        | Shlomo Group Arena           | Dură (i)  |
| Austria [8]           | 1–3  | Portugalia          | Schwechat       | Multiversum                  | Dură (i)  |
| Grecia                | 1–3  | Slovacia [9]        | Atena           | Panathenaic Stadium          | Dură (i)  |
| Peru                  | 4–1  | Norvegia [10]       | Lima            | Lawn Tennis de la Exposición | Zgură     |
| România [11]          | 1–3  | Taipeiul Chinez     | Mamaia          | Tennis Club IDU              | Zgură     |
| Danemarca             | 1–3  | Brazilia [12]       | Hillerød        | Royal Stage                  | Dură (i)  |

### Runda de calificare la Grupa Mondială I
Dată: 3–5 februarie 2023
| Echipă gazdă       | Scor | Echipă în deplasare | Oraș gazdă      | Loc desfășurare            | Suprafață |
| ------------------ | ---- | ------------------- | --------------- | -------------------------- | --------- |
| Japonia [1]        | 4–0  | Polonia             | Miki            | Bourbon Beans Dome         | Dură      |
| Grecia             | 3–1  | Ecuador [2]         | Atena           | Olympic Sports Complex     | Dură      |
| Brazilia           | 4–0  | China [3]           | Florianópolis   | Estadio Guga Kuerten       | Zgură     |
| Danemarca          | 3–2  | India [4]           | Hillerød        | Royal Stage                | Dură      |
| Thailanda          | 2–3  | România [5]         | Nonthaburi      | Lawn Tennis Association    | Dură      |
| Letonia            | 2–3  | Israel [6]          | Riga            | Arena Riga                 | Dură      |
| Peru [7]           | 4–0  | Irlanda             | Lima            | Estadio Asia               | Zgură     |
| Mexic [8]          | 1–3  | Taipeiul Chinez     | Metepec         | Club Deportivo la Asunción | Dură      |
| Ucraina [9]        | 3–1  | Liban               | Leszno (Poland) | Leszno Tennis Club         | Dură      |
| Turcia [10]        | 4–0  | Slovenia            | Istanbul        | Enka Spor Kulübü           | Dură      |
| Lituania           | 4–0  | Pakistan [11]       | Vilnius         | SEB Arena                  | Dură      |
| Noua Zeelandă [12] | 1–3  | Bulgaria            | Christchurch    | Wilding Park               | Dură      |

## Grupa Mondială II
Dată: 14–17 septembrie 2023
| Echipă gazdă          | Scor | Echipă în deplasare | Oraș gazdă            | Loc desfășurare                        | Suprafață |
| --------------------- | ---- | ------------------- | --------------------- | -------------------------------------- | --------- |
| Monaco                | 1–3  | Ecuador [1]         | Roquebrune-Cap-Martin | Monte Carlo Country Club               | Zgură     |
| India [2]             | 4–1  | Maroc               | Lucknow               | Mini Stadium                           | Dură      |
| Noua Zeelandă [3]     | 3–1  | Thailanda           | Invercargill          | ILT Stadium                            | Dură (i)  |
| Mexic [4]             | 3–1  | China               | Mérida                | Lorenzo Molina Casares                 | Zgură     |
| Pakistan [5]          | 5–0  | Indonezia           | Islamabad             | Pakistan Sports Complex                | Iarbă     |
| Uruguay [6]           | 1–3  | Egipt               | Montevideo            | Carrasco Lawn Tennis Club              | Zgură     |
| Liban [7]             | 4–0  | Jamaica             | Beirut                | Automobile and Touring Club of Lebanon | Zgură     |
| Slovenia [8]          | 2–3  | Luxemburg           | Ljubljana             | Tenis Center Tivoli                    | Zgură     |
| Georgia               | 3–1  | Tunisia [9]         | Kaspi                 | Garikula Tennis Club                   | Dură      |
| El Salvador [10]      | 1–4  | Irlanda             | Sonsonate             | Complejo de Tenis                      | Zgură     |
| Hong Kong, China [11] | 2–3  | Letonia             | Hong Kong             | Victoria Park Tennis Stadium           | Dură      |
| Polonia [12]          | 4–0  | Barbados            | Grodzisk Mazowiecki   | Akademia Tenis Kozerki                 | Dură      |